# Thorvald Ellegaard
Thorvald Ellegaard   (Fangel, 7 de març de 1877 - Skodsborg, 27 d'abril de 1954) va ser un ciclista danès, que va córrer a principis de segle xx. Es dedicà al ciclisme en pista on fou un dels grans dominador mundials en velocitat. Va guanyar sis campionats del món, tres campionats d'Europa i nombroses competicions. Va competir fins als cinquanta anys i va ser guardonat amb l'Orde de Dannebrog.

## Palmarès
- 1898
  -  Campió de Dinamarca de Velocitat
- 1899
  -  Campió de Dinamarca de Velocitat
  - 1r al Gran Premi de Copenhaguen
- 1900
  -  Campió de Dinamarca de Velocitat
- 1901
  -  Campió del món de velocitat
  - 1r al Gran Premi de París
  - 1r al Gran Premi de Copenhaguen
- 1902
  -  Campió del món de velocitat
  - Campió d'Europa en Velocitat
  - 1r al Gran Premi de Copenhaguen
- 1903
  -  Campió del món de velocitat
  - Campió d'Europa en Velocitat
  - 1r al Gran Premi de l'UVF
  - 1r al Gran Premi de Copenhaguen
- 1904
  - 1r al Gran Premi de Copenhaguen
- 1905
  - 1r al Gran Premi de Copenhaguen
- 1906
  -  Campió del món de velocitat
  - 1r al Gran Premi de Copenhaguen
  - 1r al Gran Premi de Reims
- 1907
  - 1r al Gran Premi de l'UVF
  - 1r al Gran Premi de Copenhaguen
- 1908
  -  Campió del món de velocitat
  - Campió d'Europa en Velocitat
- 1910
  - 1r al Gran Premi de Copenhaguen
- 1911
  -  Campió del món de velocitat
  - 1r al Gran Premi de París
  - 1r al Gran Premi de Copenhaguen
- 1912
  - 1r al Gran Premi de l'UVF
- 1914
  - 1r al Gran Premi de Copenhaguen